# 카미
카미(神)는 신토에서 신앙이나 외경의 대상이다. 일본에서 신앙이나 외경의 대상이 되는 모든 것을 가미라고 표현할 수도 있다. 이러한 신토의 특징은 ‘야오요로즈(八百万, 수효가 매우 많다는 의미)의 가미’라는 표현에서도 나타나는데, 야오요로즈라는 것은 그 숫자가 많다는 것을 나타내고 있다.

## 개요
신도는 다신교이지만 조상 숭배적 성격이 강하다. 1881년 제신논쟁에서 메이지 천황이 이세파의 손을 들어주어 아마테라스 오미카미가 최고신이 되었지만 패배한 이즈모파적인 요소가 아직 많고 조상신 신앙은 지역에 밀착해 남아있다. 기상현상, 지리, 지형 등 자연현상부터 천재지변 등 모든 것에 가미의 존재를 인정한다. 그것이 800만의 신이다. 아이누의 믿음과도 공통점이 있고 아이누어의 「카무이」와 신(가미)의 발음도 관계가 있다고 생각된다.

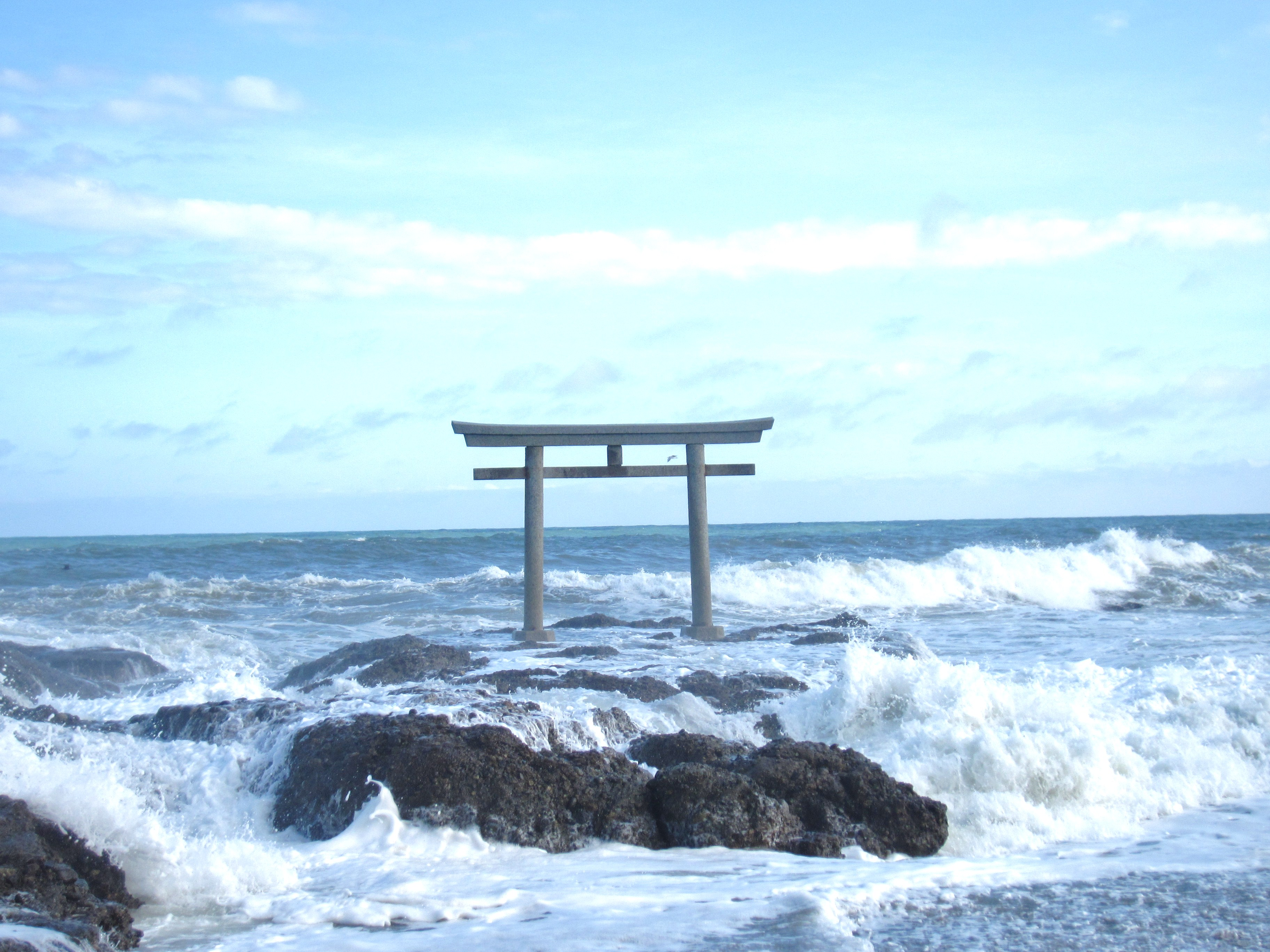
大洗磯前神社의 도리이

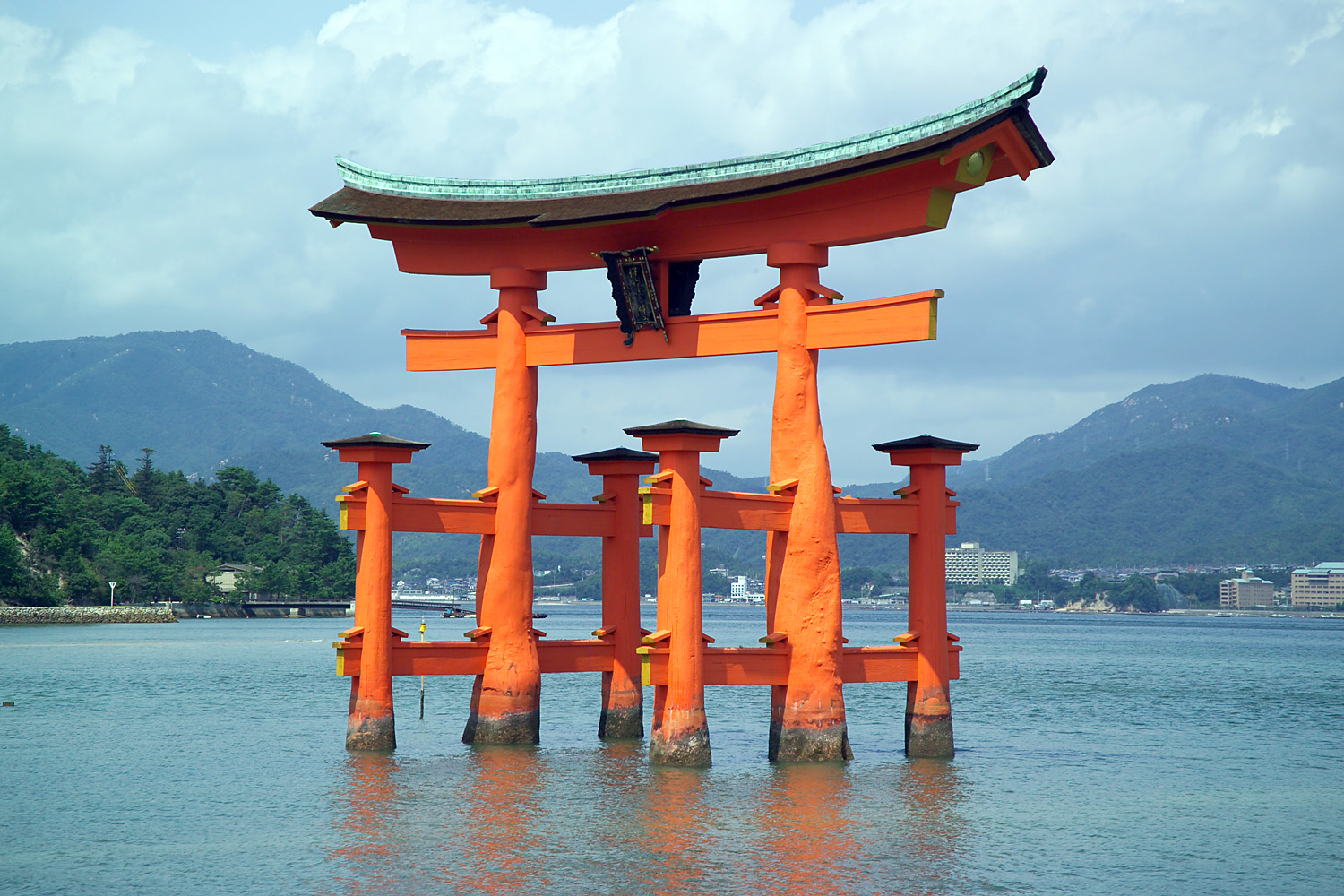
이쓰쿠시마 신사

자연의 존재를 느끼고 그 엄정함 속에서 인간이 문화생활을 해나가되 자연과의 조화를 이루는 것, 그리고 살아가기 위한 지혜나 지식 등을 다음 대로 이어나가는 것, 자연에게 뭔가 빌려쓰고 또 자연에게 조금의 보답을 하는 것. 그것이 가미의 섭리이다.
일본인에게 가미는 친밀한 존재였다. 가미는 인간을 돌보는 수호신이기도 하지만 천재지변과 죽음을 가져오는 성격도 가지고 있다.(「祟る」, 荒魂・和魂). 이처럼 가미 관념은 자연신에서 인격신으로, 정령에서 이성으로, 두려운 신에서 고귀한 신으로 변화해왔다.
또 생전에 업적이 있던 인물을 신사에 두고 신으로 모시는 풍습도 인정한다. 인간도 죽으면 가미가 된다는 생각으로 사회에 공헌한 인물 뿐 아니라 국가에 반역을 일으킨 인물도 원령으로 기릴 수 있다. 어령신앙의 일종이다.

## 유명 카미
- 아마테라스, 태양여신
- 츠쿠요미, 월신
- 이나리, 여우신
- 코토아마쓰카미, 삼신
- 이자나기, 최초의 남자
- 이자나미, 최초의 여인
- 스사노오, 폭풍신
- 사루타히코, 지신